# Этна (брандер)
«Этна» — парусный фрегат, а затем брандер Балтийского флота России, один из двух однотипных фрегатов типа «Сясьский» и однотипных брандеров типа «Везувий», участник Северной войны 1700—1721 годов. Судно находилось в составе флота с 1702 года, первоначально находилось в устье Невы, а после переоборудования в брандер принимало участие в действиях флота у Кроншлота, в том числе в отражении на него атаки шведского флота.

## Описание судна
Один из двух однотипных малых парусных фрегатов с деревянным корпусом, построенных на Сясьской верфи в 1702 году. Длина судов составляла 19,8 метра, ширина — 5,7 метра, а глубина интрюма — 2,6 метра. Оба фрегата строились из сырого леса, плохо слушались руля и о обладали малой мореходностью, в связи с чем в 1705 году они были переоборудованы в брандеры по общему проекту типа «Везувий» с сохранением основных размеров и парусного вооружения.
Фрегат имел открытую батарею на шканцах и закрытую на баке и юте, его артиллерийское вооружение состояло из 18 орудий, после переоборудование в брандер на судне были установлены четыре 3-фунтовых орудия.
Первоначально фрегаты несли службу без наименований, в различных источниках они встречаются под фрегатами без названия, номерными фрегатами № 1 и № 2 типа «Сясьский», «Сясьский-1» и «Сясьский-2», либо «Фан-Сяс-1» и «Фан-Сяс-2». После переоборудования в брандер судно получило наименование «Этна», «Гора Этна» или «Берг Этна», второй брандер получил имя «Везувий».

## История службы
Фрегат был заложен на стапеле Сясьской верфи в мае 1702 года и после спуска на воду в сентябре 1702 года вошёл в состав Балтийского Флота России без присвоения имени. Строительство судна вёл кораблестроитель Воутер Воутерсон.
В кампанию 1704 года фрегат находился в устье Невы, однако в связи с тем, что обладал плохой мореходностью и плохо слушался руля, в следующем 1705 году был переоборудован в брандер с присвоением наименования «Этна».
Брандер принимал участие в Северной войне 1700—1721 годов. В кампанию того же 1705 года вышел с эскадрой к Кроншлоту и в июне и июле принимал участие в отражении атаки шведского флота на Кроншлот и находившиеся у него русские суда. В 1706 и 1707 годах летом также выходил к Кроншлоту.
В списке «судов царского флота», находившегося в мае 1708 года на якорях в тридцати верстах от Санкт-Петербурга между островом Ричарда и Кроншлотом под общим командованием генерал-адмирала Ф. М. Апраксина и вице-адмирала К. И. Крюйса, составленном английским дипломатом Чарльзом Уитвортом, брандер фигурирует в составе отряда из 6 брандеров, состоявшего из брандеров «Флам», «Гора Этна», «Фейр» и трёх неидентифицированных брандеров.

## Командиры судна
Командирами фрегата, а затем брандера «Этна» в составе Российского императорского флота в разное время служили:
- поручик А. Грун[комм. 2] (1704—1705 год)[12][13].

### Комментарии
1. ↑  Всего в списке фигурирует 12 линейных кораблей с 372 орудиями и 1540 членами экипажей, 8 галер с 64 орудиями и 4000 членами экипажей, 6 брандеров, 2 бомбардирских корабля и 305 мелких судов[10].
2. ↑  В оригинале — Arend Groen, в русских источниках также встречается вариант написания имени Арент[12].